# Улдуз (станция метро)
«Улдуз» (азерб. Ulduz — «Звезда») — станция первой (Красной) линии Бакинского метрополитена.Одна из нескольких станций Бакинского метрополитена, которая расположена и на зелёной линии. Расположена между станциями «Нариман Нариманов» и «Кёроглу». Станция введена в эксплуатацию 5 мая 1970 года при продлении Красной линии на один перегон.

## Характеристика
Архитектура двух вестибюлей станции скромна. Стены и столбы обоих вестибюлей облицованы узбекским мрамором «газган». Полы вестибюлей выложены гранитными плитами с вкраплениями белого мрамора. Проёмы лестниц, ведущих из вестибюлей в зал, облицованы мраморными плитами. На облицовке выполнены чеканкой по меди барельефы. На одном из таких барельефов была разработана тема электрификации со словами В. И. Ленина: «Коммунизм — есть Советская власть плюс электрификация всей страны», на другом барельефе — традиционная интернациональная дружба бакинских рабочих.
«Улдуз» — колонная станция мелкого заложения. Освещение станции выполнено весьма своеобразно: потолок выполнен в виде пилообразных полос шириной 1 метр, смещённые относительно друг друга, эти пилообразные полосы образуют шахматный порядок в размещении зубцов «пилы». Побелка потолка хорошо отражает свет от ламп дневного света, вмонтированных между гранями зубцов, чем достигнута хорошая освещённость пространства станции. Вдоль зала идёт двойной ряд многогранных колонн, облицованных белым мрамором. В местах соединения их граней, вставлены полосы из анодированного алюминия, что придаёт колоннам стройность. Пол зала выложен гранитными плитами чёрного и зеленоватого цветов с вкраплениями белого мрамора. В рисунке пола прослеживаются характерные для азербайджанских ковров узоры. Путевые стены облицованы дашкесанским мрамором и гранитом, их цоколь — чёрным гранитом.
При подъезде к станции в вагонах звучит фрагмент из песни «Tez gəl» композитора Тофига Кулиева.

## Пожар 28 октября 1995 года
28 октября 1995 года между станциями «Улдуз» и «Нариман Нариманов» случился пожар, ставший крупнейшей аварией Бакинского метро, а также крупнейшим по числу жертв инцидентом в истории всех метрополитенов мира.
На станции «Улдуз» установлен памятник Чингизу Бабаеву, одному из добровольцев-спасателей, погибшему при вызволении пострадавших и награждённого званием Национальный Герой Азербайджана.